# Гришино (Переслегинская волость)
Гришино — деревня в Великолукском районе Псковской области России. Входит в состав сельского поселения «Переслегинская волость».
Расположена на западе района, в 8 км к северо-западу от райцентра Великие Луки и в 2 км к северо-востоку от волостного центра Переслегино.
Численность населения по оценке на 2000 год составляла 18 человек, на 2010 год — 28 человек.